# شیلپا رائو
شیلپا رائو (انگلیسی: Shilpa Rao؛ زادهٔ ۱۱ آوریل ۱۹۸۴) خواننده اهل هند است. وی از سال ۲۰۰۷ میلادی تاکنون مشغول فعالیت بوده‌است.